# Rugby (Dakota del Norte)
Rugby es una ciudad ubicada en el condado de Pierce en el estado estadounidense de Dakota del Norte. En el censo de 2010 tenía una población de 2876 habitantes y una densidad poblacional de 572,68 personas por kilómetro cuadrado.

## Geografía
Según la Oficina del Censo de los Estados Unidos, Rugby tiene una superficie total de 5.02 km², de la cual 5.02 km² corresponden a tierra firme y (0 %) 0 km² es agua.

## Demografía
Según el censo de 2010, había 2876 personas residiendo en Rugby. La densidad de población era de 572,68 hab./km². De los 2876 habitantes, Rugby estaba compuesto por el 91.9 % blancos, el 0.28 % eran afroamericanos, el 5.77 % eran amerindios, el 0.03 % eran asiáticos, el 0 % eran isleños del Pacífico, el 0.9 % eran de otras razas y el 1.11 % pertenecían a dos o más razas. Del total de la población el 1.25 % eran hispanos o latinos de cualquier raza.